# Гайко (Техас)
Гайко (англ. Hico) — місто (англ. city) в США, в окрузі Гамільтон штату Техас. Населення — 1335 осіб (2020).

## Географія
Гайко розташоване за координатами 31°59′9″ пн. ш. 98°1′44″ зх. д. / 31.98583° пн. ш. 98.02889° зх. д. (31.985738, -98.028950).  За даними Бюро перепису населення США в 2010 році місто мало площу 4,66 км², з яких 4,66 км² — суходіл та 0,00 км² — водойми.

## Демографія
Згідно з переписом 2010 року, у місті мешкало 1379 осіб у 520 домогосподарствах у складі 348 родин. Густота населення становила 296 осіб/км².  Було 649 помешкань (139/км²).
Расовий склад населення:
| - 88,3 % — білих - 0,7 % — корінних американців - 0,6 % — чорних або афроамериканців - 8,4 % — осіб інших рас |

До двох чи більше рас належало 2,0 %. Частка іспаномовних становила 16,5 % від усіх жителів.
За віковим діапазоном населення розподілялося таким чином: 25,8 % — особи молодші 18 років, 53,3 % — особи у віці 18—64 років, 20,9 % — особи у віці 65 років та старші. Медіана віку мешканця становила 40,3 року. На 100 осіб жіночої статі у місті припадало 86,9 чоловіків;  на 100 жінок у віці від 18 років та старших — 79,2 чоловіків також старших 18 років.
Середній дохід на одне домашнє господарство  становив 51 507 доларів США (медіана — 34 231), а середній дохід на одну сім'ю — 67 083 долари (медіана — 52 917). Медіана доходів становила 42 266 доларів для чоловіків та 26 029 доларів для жінок. За межею бідності перебувало 13,3 % осіб, у тому числі 8,7 % дітей у віці до 18 років та 11,5 % осіб у віці 65 років та старших.
Цивільне працевлаштоване населення становило 542 особи. Основні галузі зайнятості: освіта, охорона здоров'я та соціальна допомога — 30,3 %, роздрібна торгівля — 13,1 %, будівництво — 9,8 %, мистецтво, розваги та відпочинок — 8,7 %.